# 余家桥乡
余家桥乡，是中华人民共和国湖北省咸寧市赤壁市下辖的一个乡镇级行政单位。

## 行政区划
余家桥乡下辖以下地区：
街道社区、冷家湖村、光荣桥村、余家桥村、洪山村、洞口村、月星山村、安咀村、丛林村和大岭村。